# Tapete de Teerã
O Tapete de Teerã é um tipo de tapete persa. O custo da mão de obra cresceu tanto na capital do Irã que a fabricação deste tipo de tapete encerrou-se na década de 1970.

## Descrição
O tapete de Teerã apresenta o mesmo tipo de motivos que os de Varamin, com predileção pelos ornamentos de flores e animais. A precisão do trabalho é enorme e as cores sóbrias.
Também é encontrado com freqüência o vaso com flores do tapete de Isfahan, sobre um campo orientado em forma de nicho.